# 8119-es mellékút (Magyarország)
A 8119-es számú mellékút a Dunántúl középső részének leghosszabb útjai közé tartozó mellékút; a Velencei-tó térségétől egészen Tata városáig húzódik, teljes hossza több, mint 60 kilométer. Fejér és Komárom-Esztergom vármegyei településeken halad keresztül, a Velencei-hegységet és a Vértest is érintve.

## Nyomvonala
Kezdőpontja a kira.gov.hu adatbázisa alapján nem állapítható meg egyértelműen, de a kilométer-számozásából ítélve eredetileg a 7-es főútból ágazhatott ki, a 46. kilométere közelében, Velence keleti szélén, talán ugyanott, ahol ma a 6207-es út torkollik bele a főútba délkelet (Pusztaszabolcs-Adony) felől. Esetleg lehetett a kiindulópontja az a körforgalmú csomópont is, ahol a 8116-os és a 8117-es utak keresztezik egymást, Kápolnásnyék területén.
Kilométer-számozása az elérhető adatok szerint 2+789 kilométernél kezdődik, ahol a 8116-os úttól válik el, annak 4. kilométere közelében. Felüljárón áthalad az M7-es autópálya felett, majd továbbhalad a Velencei-hegységen keresztül, Nadap és Lovasberény településeken át; 13. kilométere közelében csatlakozik hozzá a 8117-es út. 14,2 kilométer után, Lovasberény központjában keresztezi a 811-es főutat, amely itt a 18+350-es kilométerszelvénye táján jár.
Ezután is változatlan irányban halad tovább; a 19+300 kilométerszelvény közelében éri el Csákvár Rovákjamajor településrészét, a 25+600-as szelvénynél pedig a 8126-os utat. Innentől nyugatra fordul és mintegy 400 méteren át közös nyomvonalon halad a 8126-ossal (ellenkező irányban halad a kilométerszámozásuk), majd a város központjában ismét északnyugatnak fordul, Oroszlány felé. 31,4 kilométer után éri el a Gánt-Zámoly-Székesfehérvár felől érkező 8123-as út becsatlakozását; 32,2 kilométer után ágazik ki Vérteskozmára a 81 112-es út; 34,2 kilométer után Kőhányáspuszta településrészt harántolja, 36,5 kilométertől pedig az út eléri a megyehatárt, majd onnantól Oroszlány területén halad, az egykori XX. aknánál kialakított bányászati múzeum, majd nem messze onnét Majkpuszta közelében elhaladva.
Ezután megközelíti Oroszlány, Környe és Kecskéd hármashatárát, de Környére itt még nem lép be: Kecskéd területén ágazik ki a belőle 8143-as út Oroszlány  központja, onnan tovább Bokod felé. Utána lép át Környére, ahol a 46,6 kilométer környékén ágazik ki belőle a Várgesztesre vezető 81 128-as út. A településen keresztezi a Tatabánya–Oroszlány-vasútvonal és a Tatabánya–Pápa-vasútvonal közös szakaszának vágányait (Környe vasútállomás keleti szélén), majd a 47,5 kilométer környékén eléri Környe központját. Itt találkozik a 8135-ös úttal, amellyel szintén mintegy 500 méteres közös szakasza van, kilométer-számozás tekintetében egymással ellentétes irányt követve. A találkozási ponttól a 8135-ös nyugatra halad tovább, míg ettől kb. fél kilométerre keletre, a szétágazási ponttól a 8119-es észak felé, a 8135-ös pedig kelet (Tatabánya) felé húzódik.
A 8119-esből az 56. kilométerénél még kiágazik a 8137-es út, ami Kömlődig vezet, a 8119-es pedig előbb csomóponttal keresztezi az M1-es autópályát, majd hamarosan beér Tata lakott területére. A város déli részén, az 58+450 kilométerszelvényénél kiágazik belőle nyugat felé a Nagyigmándon át Győrbe vezető 8136-os út, illetve kevéssel az 59. kilométere előtt a 8139-es út Komárom felé. Tatán elhalad az autóbusz-állomás mellett, majd a város központjában ér véget, becsatlakozva az 1-es főút belvárosi szakaszába, annak a 65+150-es kilométerszelvénye közelében.
Teljes hossza, az országos közutak térképes nyilvántartását szolgáló kira.gov.hu adatbázisa szerint 60,502 kilométer.